# Derris mindorensis
Derris mindorensis är en ärtväxtart som beskrevs av Janet Russell Perkins. Derris mindorensis ingår i släktet Derris och familjen ärtväxter. Inga underarter finns listade i Catalogue of Life.